# Спирос, Джон
Джон С. Спи́рос (англ. John S. Spiros; род. 28 июля 1961, Акрон, Огайо, США) — американский бизнесмен и политик-республиканец, член Ассамблеи штата Висконсин. Член Всемирной греческой межпарламентской ассоциации (ΠΑΔΕΕ).

## Биография
Родился в греческой семье.
В 1979—1985 годах служил в Военно-воздушных силах США.
В 1985 году окончил Общественный колледж с учёной степенью в области правоприменения.
В 1986 году окончил полицейскую академию, после чего на протяжении трёх лет работал полицейским.
С 1997 года работает в транспортной отрасли.
В 2005—2013 годах — член (2005—2013) и президент (2009) Городского совета Маршфилда (Висконсин).
С 2013 года — член Ассамблеи штата Висконсин.
В 2016 году Американская кардиологическая ассоциация вручила Спиросу награду «Законодатель года».
Бывший член Ротари-клуба.

## Личная жизнь
Женат, имеет детей. Супруга Спироса работает медсестрой в одной из клиник Маршфилда.